# Yorkshires förhistoria
Denna artikel behandlar Yorkshires förhistoria, för grevskapets senare historia se Yorkshires historia.
Liksom på många andra ställen har det faktum att delar av grevskapet sedan lång tid är uppodlat gjort att få förhistoriska rester finns bevarade därifrån. Det gäller bl.a. längs dalgångarna. 

## Stenåldern(-2700 f.Kr)
De äldsta fynden av mänsklig verksamhet i Yorkshire är från Settle, tre kilometer utanför orten har arkeologer hittat omkring 10 000 år gamla fynd. Det finns dock rent allmänt få fynd från äldre stenåldern och vilket tyder på att få människor bodde i området. 
Under mellanstenåldern (mesolitikum, 8000 f.Kr-4500 f.Kr) skedde en omfattande befolkningsökning. Människor fanns spridda över hela grevskapet och över många olika miljöer. Det är möjligt, men inte säkert, att de bedrev boskapsskötsel och ägnade sig åt jordbruk. 
I Star Carr i Pickeringdalen fann arkeologer mellan 1949 och 1951 det mest välkända fyndet i Storbritannien från mellanstenåldern. Fyndet består av rester av ett vinter/vårläger för en grupp av omkring tjugofyra människor. Det innehåller inga bostadsrester, men däremot många ben- och trärester. Det är till exempel det första fyndet av tamhundar och ett fynd av en åra antyder att gruppen använda båtar eller kanoter. Fyndet har C14-daterats till 7000-talet f.Kr.. Senare undersökningar antyder att platsen kan ha haft religiös betydelse och använts året om.
Från den yngre stenåldern (4500 f.Kr-2 200 f.Kr.) var befolkningen tveklöst jordbrukare. The Wolds innehåller många gravhögar från denna perioden. Där finns också Rudstonmonoliten, ett omkring 8 meter högt hugget stenblock. I Thornborough finns tre jämnstora henges på 72 meter i diameter, även i Penninerna har arkeologer hittat henges.
Över hela grevskapet förekommer ristade stenar med olika mönster. De har inte kunnat dateras.

## Bronsåldern(2700 f.Kr-700 f.Kr)
Gravhögar förekommer i större omfattning än under stenålder och deras innehåll antyder att de sociala klyftorna blivit större. Från mitten av andra årtusendet före Kristus började den etablerade begravningsmetoden bli att kropparna kremerades och lades i omärkta urnor.
En mängd banker och diken finns bevarade från denna tiden. Dels användes de för att skilja den odlade marken från djurens betesmark. Dels fungerade det som gränsmarken mellan grupper och stammar. I många fall fungerar de fortfarande idag som gränser. 
På the Wolds, nära Thwing har arkeologer funnit rester av en rund träbyggnad omgiven av en skyddsvall och ett mer än tre meter djupt dike. En bit innanför skyddsvallen fanns ett äldre, omkring två meter djupt dike. Här finns bland annat rester av bronsbearbetning.
På Holderness finns få gravanläggningar bevarade, men desto mer verktyg och föremål. Där har även hittats båtar, bl.a. vid North Ferriby. Tester i modern tid har visat att de var tillräckligt sjödugliga för att kunna korsa Nordsjön.
På North York Moors (Norra Yorks hedar) har omkring 70 gårdar från denna tiden hittats. De mildare klimatet under bronsåldern gjorde de nuvarande hedarna mer lämpliga för jordbruk. Det är också på hedarna som de olika formerna av diken och banker är mest flitigt förekommande.  De större dikningarna är daterade till omkring 1000 f.Kr. och var troligen gränsmarkeringar.

## Järnåldern(700 f.Kr-55 e.Kr)
Från mitten av järnåldern sker en omfattande nyodling. Som under bronsåldern förekommer lämningar av olika former av gränsdragningar. 
På the Wolds växer under 500- och 400-talet f.Kr. Arraskulturen fram, uppkallad efter ett gravfält nära Market Weighton. Den har en blandning av typiskt brittiska drag och impulser från kontinenten. Bland annat förekommer gravlämningar där den döde begravts tillsammans med en stridsvagn/kariot. I övriga delar av grevskapet har få gravar hittats. Det är därför sannolikt att de döda inte blev nergrävda utan istället blev lagda i mossar, sjöar eller vattendrag. Arkeologer har hittat ett dussintal järnsmältor har från järnåldern, bland annat en på Humberside med en av Storbritanniens äldsta och största slagghögar. 
Det finns flera kullbefästningar från denna tiden, även om de inte ligger lika tätt som i södra England och längs skotska gränsen. Det förekommer både att nya befästningar blir byggda och att befästningar från bronsåldern används och byggs ut. Bland de mest betydande finns Castle Hill i Penninernas utkant och fort som ligger på Ingleborough och Wincobank.
När romarna anlände bodde folkslaget Parisi i Holderness. De var sannolikt en undergrupp till briganterna som enligt Ptolemaios bodde i hela området mellan Nordsjön och Irländska sjön.  Briganterna hade troligen sin huvudstad i Stanwick. Parisi skall enligt Ptolemaios haft sin huvudstad i Petuaria, som möjligen låg där Brough-on-Humber senare byggdes.